# Schenkia rufithorax
Schenkia rufithorax là một loài tò vò trong họ Ichneumonidae.